# Vialas
Vialas (okzitanisch Vialars) ist eine französische Gemeinde mit 447 Einwohnern (1. Januar 2022) im Département Lozère der Region Okzitanien. Sie gehört zum Arrondissement Florac und zum Kanton Saint-Étienne-du-Valdonnez.

## Geographie
Die Gemeinde Vialas liegt am Oberlauf des Flusses Luech auf etwa 600 Metern Höhe an der Grenze zum Département Gard.
In der Nähe befindet sich der 1700 m hohe Berg Lozère. Der Norden sowie Teile im Süden des Gemeindegebietes gehören zum Nationalpark Cevennen, einem südlichen Teil des Zentralmassivs. Hauptverkehrsachse ist die Straße D 998 von Florac über Vialas nach Génolhac.

## Bevölkerungsentwicklung
| Jahr      | 1962 | 1968 | 1975 | 1982 | 1990 | 1999 | 2006 | 2016 | 2022 |
| Einwohner | 478  | 352  | 304  | 356  | 384  | 425  | 423  | 434  | 447  |

## Sehenswürdigkeiten
- Kirche Notre-Dame
- Prutestantische Kirche
- zahlreiche Brunnen

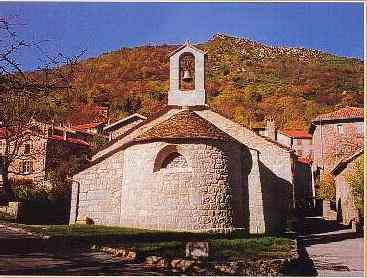
Protestantische Kirche

## Persönlichkeiten
- Léon Teissier (1883–1981), Okzitanist und Dichter